# Архимед
 Тази статия е за древногръцкия учен.  За парахода вижте Архимед (параход).  
Архимед (на старогръцки: Αρχιμήδης) е древногръцки математик, астроном, физик и инженер. Въпреки че не са известни много факти и подробности, свързани с неговия живот, той е смятан за един от водещите учени на класическия период на Античността. Сред неговите приноси в областта на физиката са основните принципи на хидростатиката, статиката и обяснението на принципа на работа на лоста. На Архимед се приписва и създаването, както на действителни механизми като винтова помпа, която носи неговото име, така и на устройства със съмнително съществуване, като машини, които могат да вадят от водата бойни кораби или да ги подпалват с помощта на огледала.
Обикновено се приема, че Архимед е най-големият математик на Античността и един от най-значимите за всички времена. Той прилага метода на изчерпването за изчисляването на площта, затворена от парабола и нейна хорда, като използва безкрайни числови редове и успява да изчисли със забележителна точност приблизителната стойност на числото π, наричано понякога Архимедова константа. Архимед описва също носещата неговото име Архимедова спирала, извежда формули за обема на ротационни повърхнини и създава оригинална система за изразяване на много големи числа.
Архимед умира по време на обсадата на Сиракуза, когато е убит от римски войник. По-късно Цицерон описва посещението си на неговия гроб, върху който е поставена сфера, вписана в цилиндър. Архимед доказва, че сферата има две трети от обема и площта на околната повърхност на описания цилиндър и смята това за своето най-голямо математическо постижение.
За разлика от неговите технически изобретения, математическите трудове на Архимед са слабо известни през Античността. Математиците от Александрия ги четат и цитират, но първата обхватна компилация е съставена едва около 530 година от Исидор от Милет, а коментарите на неговите работи от Евтокий по същото време за пръв път ги правят достояние на по-широка публика.
Относително малкото запазени писмени работи на Архимед, които успяват да оцелеят по време на Средновековието, след това стават изключително важно вдъхновение за инженерите от времето на Ренесанса, а откриването през 1906 година на неизвестни дотогава трудове на Архимед в Архимедовия палимпсест разширява представите за това, как той достига до своите математически изводи.

## Биография
Архимед е роден около 287 година пр.н.е. в пристанищния град Сиракуза в Сицилия, по това време независим полис, един от най-влиятелните в Магна Греция. Датата на раждането му се извежда от твърдението на Йоан Цецес, византийския историк от XII век, според което Архимед умира на 75 години. В своя трактат „Псамит“ самият Архимед казва, че името на баща му е Фидий, астроном, за когото не е известно нищо повече. В „Успоредни животописи“ римският писател от I век Плутарх твърди, че Архимед е родственик на владетеля на Сиракуза Хиерон II.
Най-ранната биография на Архимед е написана от неговия приятел Хераклеид, но този текст е изгубен, оставяйки неизвестни повечето подробности от живота на Архимед. Не се знае, например, дали той се е женил и дали има деца. Възможно е в младостта си Архимед да е учил в египетския град Александрия, където по това време работят Конон Самоски и Ератостен. Той споменава Конон като свой приятел, а две негови работи съдържат въведения, обръщащи се към Ератостен.
Архимед умира около 212 година пр.н.е., по време на Втората пуническа война, когато римските войски на Марк Клавдий Марцел превземат Сиракуза след двугодишна обсада. Според известната история, разказана от Плутарх, при превземането на града Архимед обмислял някаква математическа схема. Римски войник му наредил да се яви пред Марцел, но той отказал, заявявайки, че първо трябва да приключи със задачата си. Войникът се разгневил и убил Архимед с меча си. Плутарх описва и друга версия за смъртта му – според нея той пренасял различни математически инструменти и е убит, тъй като някой войник ги взел за ценни вещи. Според разказите Марцел бил разгневен от смъртта на Архимед, тъй като го смятал за потенциално полезен с научните си познания, и дори бил наредил той да не бъде закачан.
Последните думи, приписвани на Архимед, са „Не ми разваляйте кръговете“ (на старогръцки: μή μου τούς κύκλους τάραττε), изглежда във връзка със споменатата схема, върху която работел. Тази фраза често се цитира в латинския си вариант (Noli turbare circulos meos), но тя не се споменава в разказа на Плутарх, нито в други надеждни източници.
Гробът на Архимед е със скулптура, изобразяваща неговото любимо доказателство – състои се от сфера и описан около нея цилиндър като височината на цилиндъра е равна на диаметъра на сферата. Архимед доказва, че обемът и повърхността на сферата са 2/3 от тези на цилиндъра. 137 години след неговата смърт римският оратор Цицерон е квестор на Сицилия. Той дълго търси гроба на Архимед, но никой от местните жители не може да му посочи къде се намира. Най-накрая той го открива около една от вратите на града, целият обрасъл в храсти и заповядва неговото изчистване, което му позволява да успее да прочете надписите върху него.
Биографията на Архимед е написана много след неговата смърт, от римските историци. Най-ранната е около 70 години след смъртта му и служи за основа на писанията на Плутарх и други биографи, но в нея се описват предимно построените от него машини, използвани по време на война и много малко за Архимед като личност и човек.

## Открития и изобретения

### Закон на Архимед и златната корона
Най-известният анекдот за Архимед разказва как той изобретява метод за определяне на обема на предмет с неправилна форма. Според живелия два века по-късно Витрувий, Хиерон II поръчал златна корона за дарение на някакъв храм и Архимед трябвало да определи дали златарят не е подменил част от материала със сребро. Той трябва да изпълни задачата без да повреди короната, поради което не може да я претопи в проста форма, за да изчисли нейната плътност.
Докато се къпе, Архимед забелязва, че нивото на водата в съда се повишава, когато той влиза в него, и разбира, че този ефект може да се използва за определяне на обема на короната. От гледна точка на този експеримент водата е с практически постоянен обем, така че короната би изместила количество вода с нейния собствен обем. Разделяйки масата на короната на обема на изместената вода се получава нейната плътност. Тази плътност би била по-ниска от тази на златото, ако към него са добавени по-евтини и по-леки метали. Разбирайки това, Архимед побягва по улицата гол, толкова развълнуван от откритието си, че забравил да се облече, викайки „Еврика!“ (на старогръцки: ηὕρηκα, „открих го“). Опитът е проведен успешно и доказва, че в короната наистина е добавено сребро.
Разказът за златната корона не присъства в никой от известните трудове на Архимед. Освен това практическата приложимост на описания метод е съмнителна, поради необходимостта от изключителна точност при измерването на промените в нивото на водата. По-вероятно е Архимед да е използвал принципа, известен в хидростатиката като Закон на Архимед и описан в неговия трактат „За плаващите тела“. Според него тяло, потопено в течност, е подложено на плавателна сила, равна на теглото на изместената от него течност.
С помощта на този принцип е възможно да се сравни плътността на златната корона с тази на плътното злато, като короната се уравновеси на везни със златен образец, след което цялата система се потопи във вода. Ако короната е с по-ниска плътност от златото, тя ще измести повече вода, поради по-големия си обем, и така ще е подложена на по-голяма плавателна сила от златния образец. Тази разлика в плаваемостта би наклонила везните по посока на по-плътния предмет. Галилео Галилей смята, че е „възможно този метод да е същият, който използва Архимед, тъй като, освен че е много точен, той се основава на демонстрации, открити от самия Архимед“.

### Архимедов винт
Много от приносите на Архимед в техниката произтичат от стремежа му да задоволи нуждите на неговия роден град Сиракуза. Египетският писател от II век Атеней описва как Хиерон II възлага на Архимед проектирането на огромен кораб, „Сиракузия“, който да бъде използван за луксозни пътувания, превоз на стоки и като боен кораб. Според някои изследователи „Сиракузия“ е най-големият кораб, строен през Античността. Според Атеней той може да превозва 600 души и включва градини, гимназион и храм на богинята Афродита. Тъй като кораб с такива размери пропуска през корпуса си значително количество вода, за нейното отстраняване се използва като помпа архимедов винт. Архимед разработва това устройство като винтообразна повърхнина, поставена във вътрешността на цилиндър. То се върти ръчно и може да се използва също за издигане на вода от ниско разположен водоем към по-високи напоителни канали.
Архимедовият винт се използва и в наши дни за изпомпване на течности и насипни материали, като въглища или зърно. Вариантът, описан през Римската епоха от Витрувий, може би е подобрение на по-ранни винтови помпи, използвани за напояването на Висящите градини на Вавилон. Първият морски параход с винтово витло е пуснат на вода през 1839 година и е наречен „Архимед“ в чест на древногръцкия учен и неговия принос в използването на винтовете.

### Архимедова лапа
Архимедовата лапа е оръжие, което според разказите е използвано при защитата на Сиракуза от вражески кораби. Тя изглежда представлява съоръжение, подобно на кранова стрела, на която е окачена голяма метална кука. При пускане на лапата върху вражески кораб, стрелата се издига и издига кораба над водата, като при падането си обратно той претърпява повреди и е възможно да потъне. В наши дни са правени експерименти, за да се провери възможността за изграждане на Архимедова лапа. През 2005 година документалната телевизионна поредица „Свръхоръжия на Древния свят“ („Superweapons of the Ancient World“) създава вариант на лапата и стига до заключението, че нейното ефективно функциониране е възможно.

### Архимедов топлинен лъч
Писателят от II век Лукиан от Самосата пише, че по време на обсадата на Сиракуза Архимед разрушава вражески кораби с огън. През VI век Антимий от Трал нарича оръжието на Архимед „изгарящи стъкла“. Устройството, наричано също Архимедов топлинен лъч, е служело за фокусиране на слънчева светлина върху приближаващите кораби, като по този начин ги запалва.
Това предполагаемо оръжие още през Ренесанса се превръща в предмет на спорове около неговото реално съществуване. Рене Декарт го отхвърля като невъзможно, а съвременни изследователи се опитват да пресъздадат описаните ефекти, като използват само средствата, налични по времето на Архимед. Съществуват предположения, че голям брой добре полирани бронзови или медни щитове, действащи като огледала, биха могли да бъдат използвани за фокусиране на слънчева светлина върху кораб, като използват принципа на параболичното огледало, както в слънчевата пещ.
През 1973 година гръцкият учен Йоанис Сакас прави експеримент с Архимедовия топлинен лъч във военноморската база в Скарамагас. Той използва 70 огледала с медно покритие и размер 1,5 на 1 m. Те са насочени към шперплатов макет на римски боен кораб, разположен на разстояние около 50 m. При точно фокусиране на огледалата корабът се запалва за няколко секунди. Той е покрит с катранена боя, която вероятно подпомага запалването.
През октомври 2005 година група студенти от Масачузетския технологичен институт провежда експеримент със 127 квадратни огледала с размер 30 на 30 cm, фокусирани върху дървен макет на кораб на разстояние около 30 m. Върху част от кораба се появяват пламъци, но при безоблачно небе и след като корабът остава неподвижен около 10 минути.
Същата група повтаря експеримента за телевизионното предаване „Ловци на митове“ („MythBusters“), като използва за цел дървена рибарска лодка в Сан Франциско. Отново се стига до известно овъгляване и ограничено запалване. „Ловци на митове“ определят опита като неуспешен, заради продължителното време и идеалните метеорологични условия, необходими за запалването. Също така е посочено, че тъй като Сиракуза е обърната към морето на изток, римският флот трябва да напада сутринта за оптимално фокусиране на светлината. В същото време обикновени оръжия, като горящи стрели или изстрелвани с катапулт снаряди, биха могли много по-лесно да подпалят кораб на подобно малко разстояние.
През декември 2010 година „Ловци на митове“ се връщат към топлинния лъч в специално издание с участието на американския президент Барак Обама. Проведени са няколко опита, включително експеримент в голям мащаб, в който 500 ученици насочват огледала към макет на римски кораб, разположен на разстояние 120 m. При всички опити корабът не успява да достигне температура от 210 °C. За да се стигне до истинско горене, дървото трябва да достигне до своята температура на самозапалване – около 300 °C.

### Други открития и изобретения
Въпреки че Архимед не е изобретател на лоста, той дава обяснение на неговия принцип на работа в своя трактат „За равновесието на равнините“. По-ранни описания на лоста се срещат при перипатетиците, като понякога се приписват на Архит. Според Пап Александрийски изследванията на Архимед върху лостовете му дават основание да заяви: „Дайте ми опорна точка и ще повдигна Земята“ (на старогръцки: δῶς μοι πᾶ στῶ καὶ τὰν γᾶν κινάσω). Плутарх разказва, как Архимед създава полиспасти, с които моряците използват принципа на лоста, за да повдигат тежки предмети. На Архимед се приписват също подобрения в мощността и точността на катапултите, както и изобретяването на прост одометър, пускащ в съд по едно топче при изминаването на определено разстояние.
Цицерон споменава Архимед в своя диалог „Res publica“, където описва измислен разговор, проведен през 129 г. пр.н.е. След превземането на Сиракуза римският командващ Марк Клавдий Мрацел пренася в Рим две астрономически устройства, които показват движението на Слънцето, Луната и петте известни по това време планети. Цицерон отбелязва, че подобни устройства са изработвани също от Талес от Милет и Евдокс от Книд. Според диалога, Марцел запазва едно от двете устройства като единствената си плячка от Сиракуза, а другото дарява на Храма на добродетелта в Рим. Устройството на Марцел е демонстрирано от Гай Сулпиций Гал и Луций Фурий Фил:
| „ | Когато Гал задвижва глобуса, става така, че Луната следва Слънцето с толкова обиколки по този бронзов механизъм, както по самото небе, от което също както на небето кълбото на Слънцето получи същото затъмнение и тогава Луната дойде в това положение, което беше нейната сянка върху Земята, като Слънцето беше в линия. | “ |

Това е описание на планетариум. Пап Александрийски твърди, че Архимед е автор на изгубен днес ръкопис за конструирането на такива механизми, озаглавен за „За правенето на сфери“. Съвременните изследвания в тази област са фокусирани върху Антикитерския механизъм, друго антично устройство, което вероятно е използвано със същата цел. Конструирането на подобни устройства изисква добро познаване на диференциалните предавки. В миналото се е смятало, че в античната техника те са непознати, но откриването на Антикитерския механизъм през 1902 година показва, че това не е така.

## Приноси в математиката
Някои историци на математиката смятат Архимед за един от най-големите математици в историята наред с Нютон, Гаус и Ойлер. Неговите приноси са в геометрията, механиката и дори е считан за един от пионерите на математическия анализ. Системно прилага математиката в естествознанието и в техническите си открития и изобретения. До нас научните му приноси достигат в писмен вид най-вече благодарение на Ератостен, Конон и Досифей.
- Намира едно добро приближение на числото π (223/71 < π < 22/7, ≈3,1428);
- Изчислява повърхността на параболичен сегмент и обемите на различни математически тела;
- Изследва множество криви и спирали, една от които носи неговото име: архимедова спирала;
- Дава определението за полуправилни многостени, наричани архимедови тела;
- Дава доказателство за неограничеността (отгоре) на редицата на естествените числа (още известно като аксиома на Архимед).